# Brajda-Dolac
Brajda-Dolac su dvije fuzionirane riječke MZ koje obuhvaćaju središnje kvartove grada: Dolac, Zagrad, Pomerio, Kampeto, Aleja, Beli Kamik, Brajda i Štacion.

## Povijest
Mjesni odbor Brajda-Dolac osnovan je Statutarnom odlukom o osnivanju mjesnih odbora prema odluci Gradskog vijeća Grada Rijeka na sjednici održanoj 28. veljače 2002. godine.

## Spomenici i znamenitosti
- Guvernerova palača
- Secesijske garaže
- Liceo Italiano
- Casa veneziana
- Teatro Fenice
- Mali neboder
- Sveučilišna knjižnica
- Filodrammatica
- Palača Osiguranja Fiume
- Palača Adra
- Riječki neboder (Palazzo Arbori)
- Kapucinska crkva
- Palača Ploech
- Zgrada direkcije żeljeznice
- Željeznički magazini na Žabici
- Riječka sinagoga
- Palača Zuccheriera